# 森肯貝格自然博物館

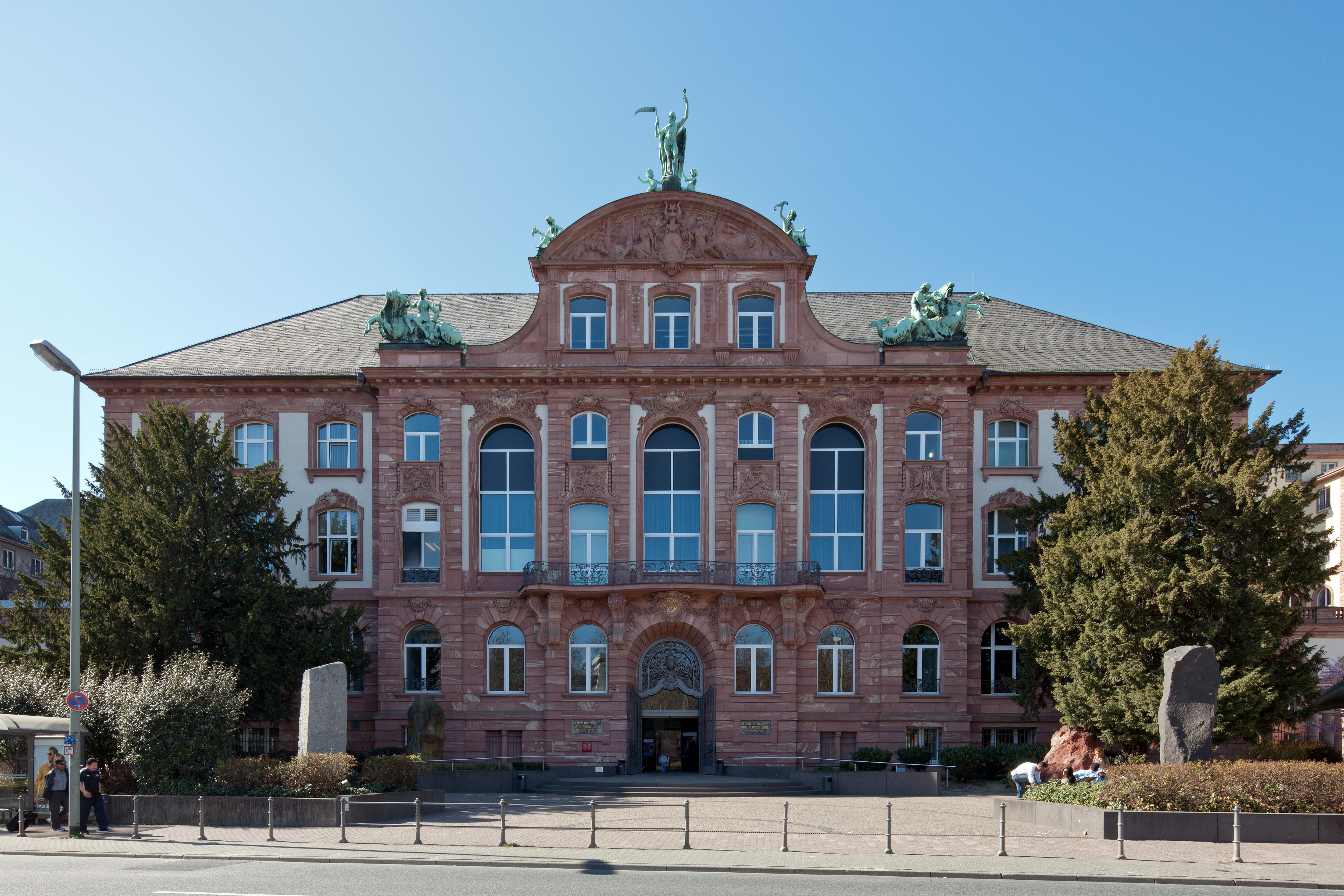
森肯貝格自然博物館

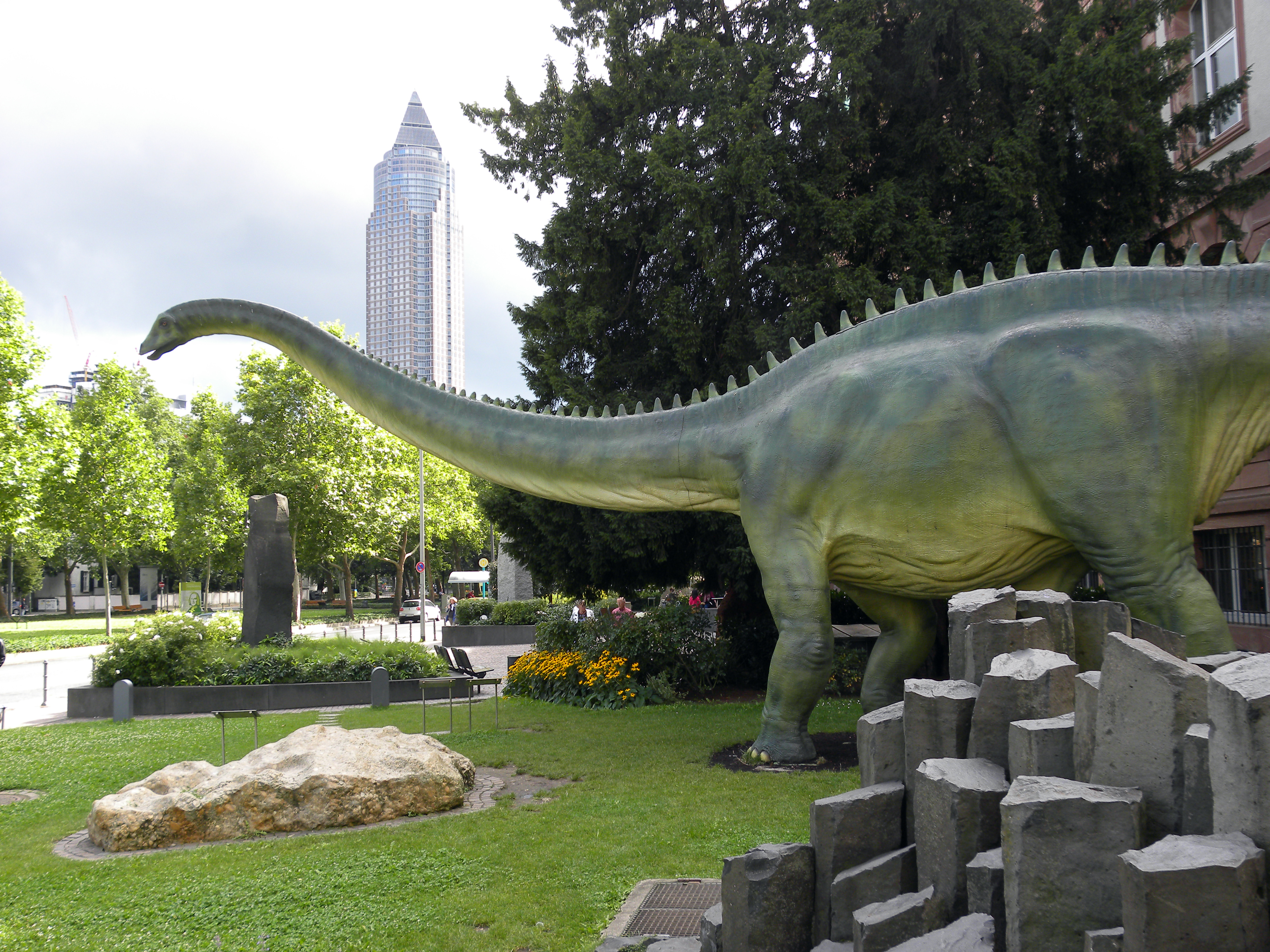
森肯貝格自然博物館外的恐龍模型，遠方為會展之塔

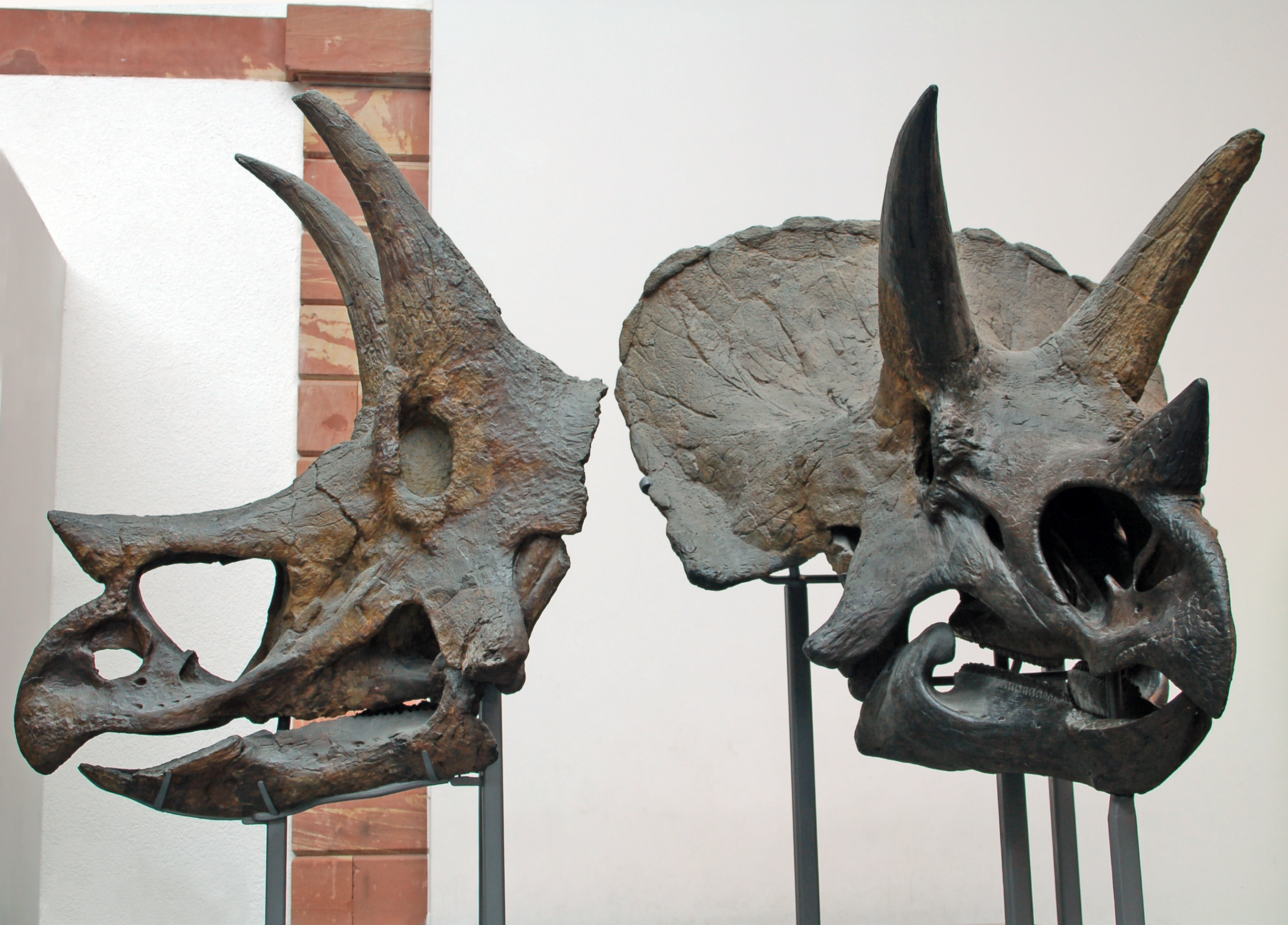
館內的三角龍原始化石

森肯貝格自然博物館（德語：Senckenberg Naturmuseum），位於美茵河畔法蘭克福，是德國僅次於柏林的第二大自然博物館，展出地質學及生物多樣性的主題內容，有大型的恐龍骨骼展示，經常獲得小朋友們喜愛。

## 历史
博物館最初由法蘭克福在地的科學家、植物學家、醫師約翰·克里斯蒂安·森肯貝格博士捐贈，在1904-1907年間，肇建於城市西郊的博肯海姆（Bockenheim，今已納入法蘭克福市界），與後來1914年創建的法蘭克福大學老校區緊鄰，附近漸次形成文風鼎盛的大學城地景。目前則由森肯貝格自然研究學會經營管理。
森肯貝格博士還捐贈了植物園以及圖書館，今天的法蘭克福大學總圖書館即繼承自森肯貝格博士私人圖書館，而命名為「約翰·克里斯蒂安·森肯貝格-大學圖書館」 。植物園即今法蘭克福植物園，由法蘭克福大學經營管理至2011年底為止，其後移交給市政府。
儘管森肯貝格博士、森肯貝格學會與法蘭克福大學的歷史關係深遠，學生持法蘭克福大學歌德卡（Goethe-Card）仍不能免費入館。但來自法蘭克福夥伴城市（Partnerstädten）的居民，則可以憑身分證明文件免費入館參觀 。分別是：
英國伯明翰、匈牙利布達佩斯、法國里昂、法國德伊-拉巴爾、格拉納達 (尼加拉瓜)、埃及開羅、波蘭克拉科夫、德國萊比錫、義大利米蘭、美國費城、捷克布拉格、以色列特拉維夫、加拿大多倫多、日本橫濱、阿拉伯聯合大公國杜拜、土耳其埃斯基謝希爾。